# Comuna Cosmești, Galați

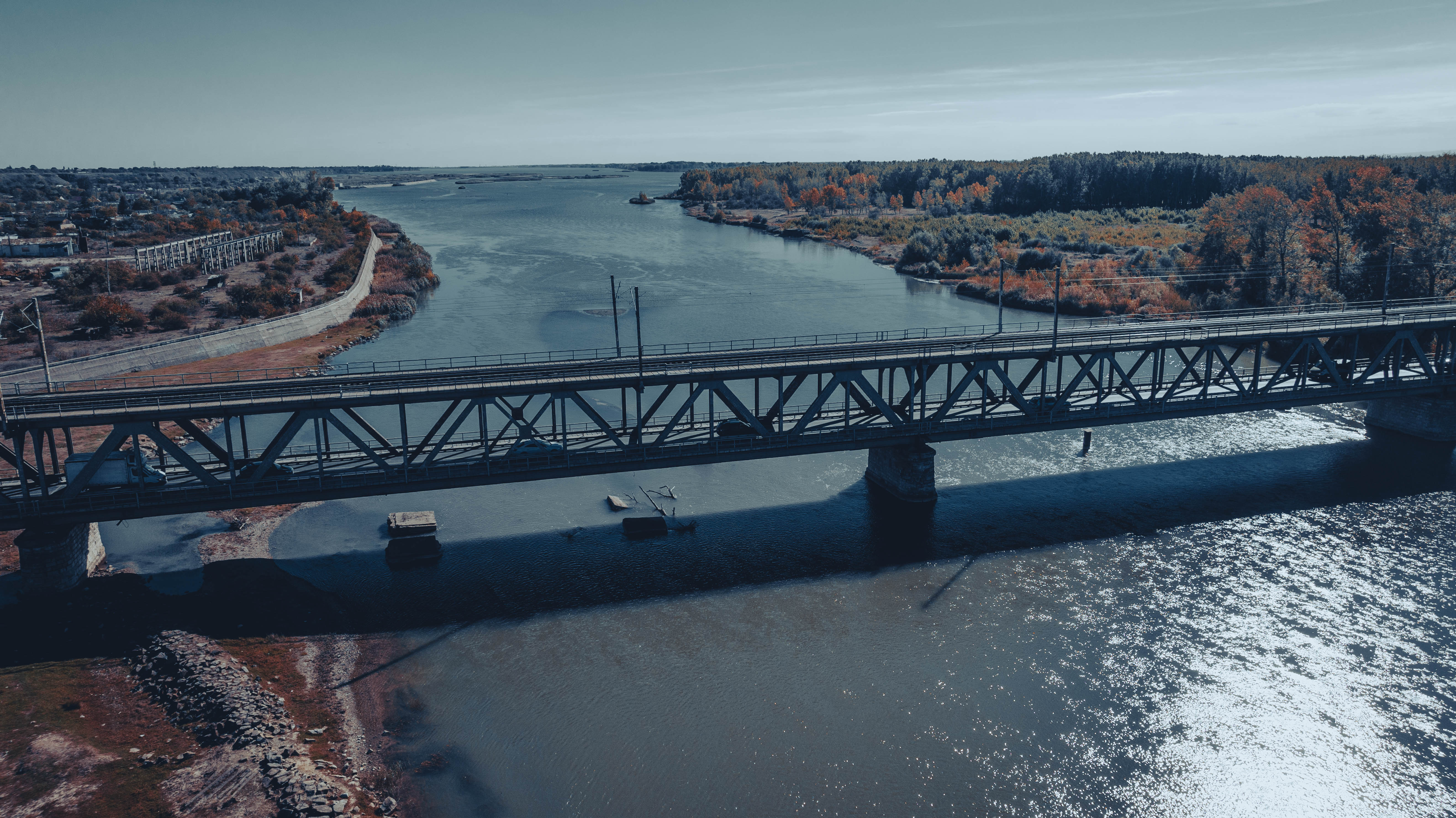

Cosmești este o comună în județul Galați, Moldova, România, formată din satele Băltăreți, Cosmești (reședința), Cosmeștii-Vale, Furcenii Noi, Furcenii Vechi și Satu Nou. Se află în Câmpia Tecuciului[*]; lângă Siret; și la o altitudine de 81 m deasupra nivelului mării. Are o suprafață de 49,89 km². Populația este de 5.662 locuitori, determinată în 1 decembrie 2021, prin recensământ, chestionar.

## Așezare
Comuna se află în extremitatea vestică a județului, la limita cu județul Vrancea, pe malurile Siretului, unde acesta formează lacul de acumulare Movileni. Este străbătută de șoseaua națională DN24, care leagă Tecuciul de Mărășești. Lângă Băltăreți, acest drum se intersectează cu șoseaua județeană DJ252, care o leagă spre nord de Nicorești, Buciumeni, mai departe în județul Vrancea de Ploscuțeni, Homocea (unde se intersectează cu DN11A) apoi mai departe în județul Bacău de Huruiești, Găiceana, Pâncești, Parincea, Ungureni și Buhoci (unde se termină în DN2F); și spre sud de Movileni și Barcea (unde se termină în DN25). Din acest drum, la Furcenii Noi se ramifică șoseaua județeană DJ252H care leagă acel sat de Tecuci (unde se termină tot în DN25). Prin comună trece și calea ferată Tecuci–Mărășești, pe care este deservită de stația Cosmești. Atât calea ferată, cât și DN24 traversează Siretul la Cosmești pe un pod etajat.

## Istorie
La sfârșitul secolului al XIX-lea, comuna făcea parte din plasa Nicorești a județului Tecuci, și era formată din satele Băltărețu, Cosmeștii din Deal, Cosmeștii din Vale, Furceni și Satu Nou, având în total 2150 de locuitori. În comună, funcționau o școală mixtă cu 105 elevi (dintre care 10 fete) și o biserică. Anuarul Socec din 1925 o consemnează în aceeași plasă, având 3600 de locuitori în satele Băltărețu, Cosmeștii din Deal, Cosmeștii din Vale, Furcenii Vechi, Furcenii Noi și Satu Nou. În 1931, satele Furcenii Noi, Furcenii Vechi și Satu Nou s-au separat, formând comuna Furceni, împreună cu satele Movilenii de Jos și Movilenii de Sus.
În 1950, comunele au fost transferate raionului Tecuci din regiunea Putna, apoi (după 1952) din regiunea Bârlad și (după 1956) din regiunea Galați. În 1968, ele au trecut la județul Galați, comuna Furceni fiind desființată și satele Furcenii Vechi, Furcenii Noi și Satu Nou revenind la comuna Cosmești. Tot atunci, satul Cosmești-Deal a primit denumirea de Cosmești.

## Demografie
Componența etnică a comunei Cosmești
     Români (94,08%)
     Alte etnii (0,23%)
     Necunoscută (5,69%)
Componența confesională a comunei Cosmești
     Ortodocși (90,46%)
     Creștini de rit vechi (2,65%)
     Alte religii (0,95%)
     Necunoscută (5,93%)
Conform recensământului efectuat în 2021, populația comunei Cosmești se ridică la 5.662 de locuitori, în creștere față de recensământul anterior din 2011, când fuseseră înregistrați 5.196 de locuitori. Majoritatea locuitorilor sunt români (94,08%), iar pentru 5,69% nu se cunoaște apartenența etnică. Din punct de vedere confesional, majoritatea locuitorilor sunt ortodocși (90,46%), cu o minoritate de creștini de rit vechi (2,65%), iar pentru 5,93% nu se cunoaște apartenența confesională.

## Politică și administrație
Comuna Cosmești este administrată de un primar și un consiliu local compus din 15 consilieri. Primarul, Ion Tuchiluș[*], de la Partidul Social Democrat, este în funcție din 2008. Începând cu alegerile locale din 2024, consiliul local are următoarea componență pe partide politice:
|  | Partid                          | Consilieri | Componența Consiliului | Componența Consiliului | Componența Consiliului | Componența Consiliului | Componența Consiliului | Componența Consiliului | Componența Consiliului |
|  | ------------------------------- | ---------- | ---------------------- | ---------------------- | ---------------------- | ---------------------- | ---------------------- | ---------------------- | ---------------------- |
|  | Partidul Social Democrat        | 7          |                        |                        |                        |                        |                        |                        |                        |
|  | Partidul Național Liberal       | 4          |                        |                        |                        |                        |                        |                        |                        |
|  | Alianța pentru Unirea Românilor | 2          |                        |                        |                        |                        |                        |                        |                        |
|  | Alianța Dreapta Unită           | 2          |                        |                        |                        |                        |                        |                        |                        |

## Personalități
- Ion Bîrlădeanu  (n.1958), caiacist.